# Aliyah Morgenstern
Pour les articles homonymes, voir Morgenstern.
Aliyah Morgenstern, née en 1967, est une linguiste française, spécialiste de l’acquisition du langage chez l’enfant, professeure à l'université Sorbonne-Nouvelle,.
Elle a par ailleurs cosigné plusieurs romans jeunesse avec sa mère, l'autrice Susie Morgenstern,, qui l'année de sa naissance a épousé son père, le mathématicien Jacques Morgenstern, mort en 1994.

## Publications
- Un Je en construction : Genèse de l'auto-désignation chez le jeune enfant, 2006, 176 p. (ISBN 9782708011397, présentation en ligne)
- avec Sandra Benazzo, L'enfant dans la langue, 2009, 253 p. (ISBN 9782878544626, présentation en ligne)